# Савино (Киржачский район)
Савино — деревня в Киржачском районе Владимирской области России, входит в состав Горкинского сельского поселения.

## География
Деревня расположена на берегу реки Киржач в 11 км на восток от центра поселения посёлка Горка и в 11 км на север от райцентра города Киржач, близ ж/д линии Александров — Иваново.

## История
В XIX — начале XX века деревня входила в состав Махринской волости Александровского уезда, с 1926 года — в составе Киржачской волости. В 1859 году в деревне числилось 36 дворов, в 1905 году — 56 дворов. В 1905 году к деревне примыкала фабрика Рейнер, в которой значилось 53 человека. В  1926 году в деревне было 74 двора.
С 1929 года деревня являлась центром Савинского сельсовета Киржачского района, с 1954 года — в составе Слободского сельсовета, с 1971 года — в составе Илькинского сельсовета, с 2005 года — в составе Горкинского сельского поселения.

## Население
| 1859 | 1905 | 1926 | 2002 | 2010 | 2021 |
| ---- | ---- | ---- | ---- | ---- | ---- |
| 293  | ↗372 | ↘292 | ↘144 | ↘123 | ↘103 |